# Francesco Soave

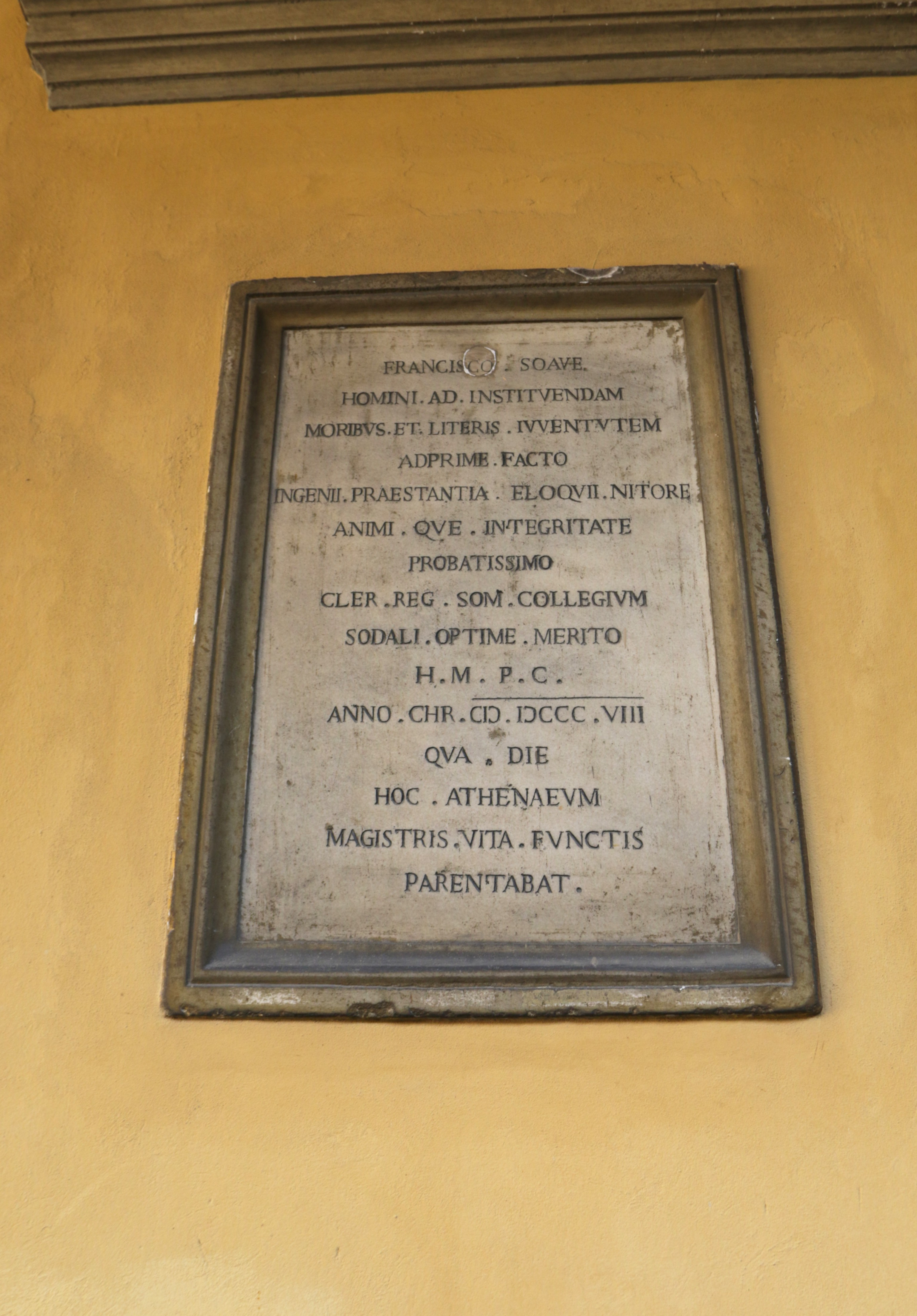
Lapide commemorativa di Soave all'Università di Pavia.

Francesco Soave (Lugano, 10 giugno 1743 – Pavia, 17 gennaio 1806) è stato un filosofo, traduttore e docente svizzero-italiano. Per qualche tempo maestro di Alessandro Manzoni, fu il più efficace divulgatore del sensismo italiano.

## Biografia
Nacque a Lugano da Giuseppe Soave e Clara Herrik. La sua numerosa famiglia versava in ristrettezze economiche, ma egli riuscì ad iniziare gli studi presso l'istituto di S. Antonio e, a soli sedici anni, lasciò Lugano per recarsi a Milano dove, nel 1760, prese i voti nella congregazione dei padri Somaschi. Trasferitosi a Pavia, presso il collegio di San Majolo, iniziò gli studi filosofici e nel 1761 fu inviato a Roma al collegio Clementino, che era il più importante della congregazione dei padri Somaschi, per completare gli studi teologici.
In questo periodo si dedicò anche allo studio delle lingue greca, inglese, francese, tedesca e spagnola.
Nel 1765 pubblicò le sue traduzioni delle Bucoliche e delle Georgiche di Virgilio, cui aggiunse un poemetto sul modo di tradurre e il volgarizzamento di un sermone di San Basilio Magno. Fu richiamato in seguito alla Scuola dei Paggi di Parma, dal direttore Francesco Venini, a leggere Belle lettere ed a insegnare Poesia latina. Qui rimase fino al 1768 quando Guillaume du Tillot promosse la riforma dell'Università, affidandogli la cattedra di Poesia.
Nel 1770 preparò l'Antologia Latina, per dare agli allievi i migliori esempi di oratoria e di poetica. Ed è proprio in questo momento che prese corpo nel Soave l'idea della Gramatica ragionata, in seguito stampata a Parma nel 1771. L'attività del Soave a Parma finì nel 1772. Tornò così a Milano, dove il conte Carlo Giuseppe di Firmian, governatore austriaco della Lombardia, gli affidò, nel 1774, la cattedra di Filosofia Morale presso il liceo di Brera. Sempre nel 1772 pubblicò la versione italiana delle Ricerche intorno all'istituzione naturale di una società e di una lingua e all'influenza dell'una e dell'altra su le umani cognizioni, dissertazione presentata per rispondere al quesito, posto dall'Accademia Reale delle Scienze e delle Lettere di Berlino: "Supponendo degli esseri umani lasciati alle loro facoltà naturali, sarebbero essi in grado di inventare il linguaggio? E con quali mezzi potrebbero giungere a questa invenzione?".
Nel 1774, seguendo una delle classiche questioni filosofiche dibattute nel Sei-Settecento, pubblicò le Riflessioni intorno all'istituzione di una lingua universale, nelle quali Soave teorizzava la formazione di un linguaggio che consentisse a tutti gli uomini di comunicare tra loro, anche se alla fine si dichiarava scettico circa la possibilità di introdurre ex novo una lingua universalmente valida, preferendo l'adozione del francese, che a suo dire svolgeva il ruolo di lingua colta universale, un tempo esclusiva del latino.
Nel 1775 tradusse in italiano il compendio dei saggi di John Locke Saggio filosofico sull'umano intelletto e la Guida dell'intelletto alla ricerca della verità. A quest'ultimo saggio Soave aggiunse, oltre alle consuete annotazioni, anche un'appendice didascalica, sul Metodo che dee tenersi per trovare la verità e per insegnarla ad altrui. Questo commento è ricco di implicazioni, per cogliere il carattere del suo approccio pedagogico. Infatti Soave era soprattutto interessato a dare un'immediata traduzione del pensiero di Locke, nei termini di un discorso didattico ed in particolare a trarre indicazioni per la soluzione del problema di come comporre "buoni libri elementari".
Inoltre, sempre nell'appendice, Soave riprende, da un punto di vista prevalentemente didattico, la questione, per lui fondamentale, di come introdurre i giovani ai primi principi della scienza, suggerendo che il rigore del metodo analitico, il solo valido sul piano conoscitivo, venga attenuato ne' libri elementari. Avvertendo la necessità di superare tutti quegli ostacoli, che si frapponevano in Europa alla libera circolazione delle idee e al continuo e fecondo scambio su un terreno scientifico, letterario e filosofico, Soave fondò nel 1775, con la collaborazione di Carlo Amoretti, il periodico Scelta di opuscoli interessanti tradotti da varie lingue che sarebbe durato fino al 1803, anche se con il nome di Opuscoli scelti. In essi Soave, oltre all'opera di traduzione, pubblicò anche alcuni saggi che testimoniavano il suo eclettismo, tipico dell'epoca. Dal 1775 al 1809 collaborò con altri studiosi alla realizzazione di una serie di opuscoli (trentasei in tutto), di vario argomento (soprattutto traduzioni), nei quali inserì alcune sue opere.
Nel 1782 scrisse le Novelle morali, alle quali se ne aggiunsero altre, tra il 1784 e il 1786. La loro edizione definitiva risulterà una delle opere più apprezzate ed utilizzata a lungo nelle scuole per l'educazione dei giovani. Nel 1778 ottenne la cattedra di Logica e Metafisica a Brera, alla quale venne incorporata in seguito quella di Etica.
Gli anni dal 1786 al 1792 segnarono il momento più intenso della partecipazione di Soave al movimento illuministico e riformatore.
Nel 1786, in seguito all'editto di Giuseppe II sulla riforma delle scuola in Lombardia, Soave venne incaricato di rinnovare le scuole elementari e di preparare alcuni testi scolastici. Per svolgere questo gravoso compito venne nominato membro della Delegazione delle scuole normali, istituita alle dipendenze della giunta delle Pie Fondazioni, e si recò ad osservare il metodo normale, seguito dalle scuole di Rovereto, Trento e Bolzano. Soave avrebbe dovuto innanzitutto fornire una nuova traduzione del Libro del metodo, confrontando quella poco corretta e quindi incapace di servire da codice che era giunta alla delegazione.
In seguito a queste sue ricognizioni, sia territoriali che letterarie, Soave scrisse il Compendio del metodo delle scuole normali ad uso delle scuole della Lombardia austriaca, rivolto in particolare alla formazione dei maestri e contenente i principi educativi del metodo normale, riveduti da lui stesso. A questo libro sono legate indissolubilmente anche: Traduzione del Regolamento generale delle scuole normali, principali e comuni, che era stato emanato da Maria Teresa d'Austria il 6 dicembre 1774 e redatto da Johann Ignaz von Felbiger, cui Soave aggiunse in un'Appendice Quanto è compreso nel libro del metodo relativamente allo stesso regolamento e inoltre la traduzione di Soave delle Leggi scolastiche da osservarsi nelle Reali scuole normali della Lombardia austriaca.
Fu il fondatore e la mente della prima Scuola normale italiana, inaugurata a Brera il 18 febbraio 1788. Soave tentò anche di recarsi in Francia, tuttavia le notizie sulla Rivoluzione che nel frattempo era scoppiata lo convinsero a restare in Italia dove si dedicò a studi filosofici. Stampò le Istituzioni di logica, etica e metafisica, opera pensata per lo studio nei licei e nelle università e, dall'edizione del 1793-1794, vi aggiunse gli Opuscoli metafisici.
Nel 1796 le truppe di Napoleone Buonaparte occuparono Milano e Soave si rifugiò a Lugano, poiché nel 1793 aveva scritto, sotto lo pseudonimo di Glice Ceresiano, un opuscolo contro gli ideali rivoluzionari, intitolato Vera idea della rivoluzione di Francia, lettera di Glice Ceresiano ad un amico. Ebbe qualche incarico di supplenza nel collegio di Sant'Antonio e tra i suoi allievi ci fu un giovanissimo Alessandro Manzoni.

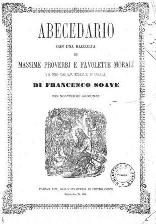
Frontespizio dell'Abecedario

Il principe di Angri lo invitò a Napoli, per istruire il suo unico figlio, ma, nel 1799, con l'occupazione francese della città, Soave tentò dapprima la fuga in Sicilia e in seguito visse seminascosto, fino a che non gli venne restituita, da parte del governo provvisorio austriaco, la cattedra di Filosofia a Brera. Tuttavia il ritorno dei Francesi nel 1800 gliela tolse definitivamente e Soave si dedicò agli studi ed alle traduzioni. Nel 1802, con la proclamazione della Repubblica Italiana, fu nominato direttore del Collegio nazionale di Modena, al fine di ridare prestigio ad un istituto educativo di antica data, e gli fu affidata la cattedra di Analisi delle idee. Sempre nello stesso anno fu nominato tra i primi 30 membri dell'Istituto Nazionale. Fece parte della classe di Scienze morali e politiche e si occupò in particolare della Metafisica e dell'Etica.
Nel 1803 Soave attirò numerose critiche, per la pubblicazione dell'opera La filosofia di Kant esposta ed esaminata, nella quale tentava di confutare il filosofo tedesco. Nello stesso anno, non riuscendo ad ottenere risultati a Modena, ottenne la cattedra di Analisi delle idee all'Università degli Studi di Pavia. Fu membro della Società Italiana delle Scienze e collaborò alla realizzazione della collana dei "Classici Italiani", voluta dal governo.
Negli ultimi anni scrisse La mitologia ossia esposizione delle favole e descrizioni dei riti religiosi dei gentili..., con l'aggiunta d'un transunto delle Metamorfosi d'Ovidio e la Storia del popolo ebreo compendiata, ad uso delle scuole. Nel 1804 pubblicò la Memoria sopra il progetto di Elementi di ideologia di Antoine-Louis-Claude Destutt de Tracy e l'Esame dei principi metafisici della Zoonomia di Erasmus Darwin, cercando di contrastarne le teorie, in un estremo tentativo di difesa delle ideali acquisizioni dell'Illuminismo da ogni novità che le minacciasse, segno del carattere ormai "moderato e timido" del suo empirismo, governato dal desiderio di un compromesso tra quella parte d'Illuminismo volta ad aspirazioni razionalistiche, alla crescita dell'identità di un suddito-cittadino e allo sviluppo di forme economiche più moderne, e lo sviluppo della religiosità all'interno di forme canoniche, come occasione di crescita culturale e di consapevolezza di comportamenti: un tentativo che si rivelerà alquanto fragile ed arduo. Ormai la sua consapevolezza critica ed il suo rigore scientifico stavano venendo meno.
Nel 1805 si accinse a riordinare ed a risistemare le sue opere, al fine di preparare alcuni libri sull'istruzione per l'Istituto Nazionale, ma la morte lo colse il 17 gennaio 1806 nella casa della sua congregazione, la Colombina, presso Pavia.

## Opere

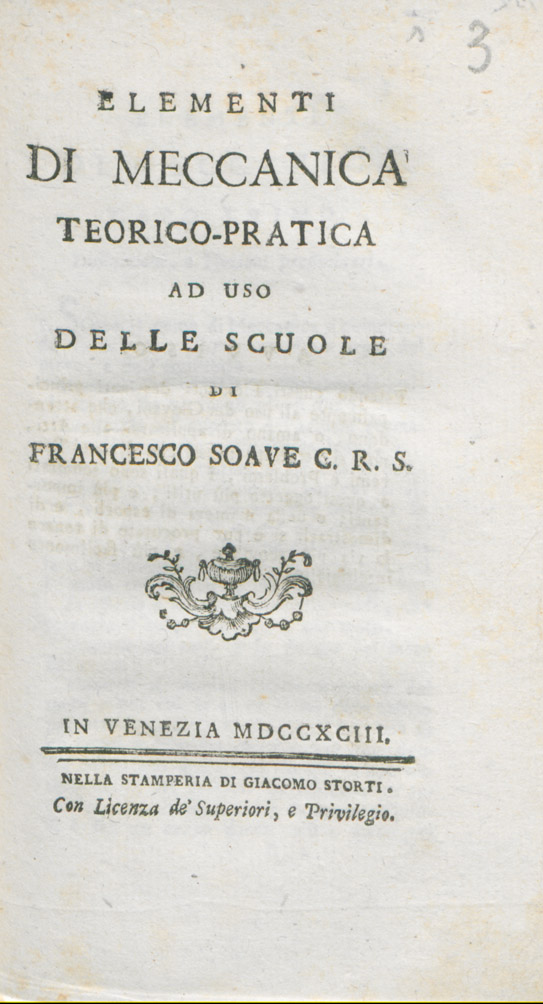
Elementi di meccanica teorico-pratica, 1793

- Elementi di meccanica teorico-pratica, Venezia, Giacomo Storti, 1793.